# Liste der Biografien/Ish
Liste der Biografien |
Portal Biografien |
Personensuche
# |
A |
B |
C |
D |
E |
F |
G |
H |
I |
J |
K |
L |
M |
N |
O |
P |
Q |
R |
S |
T |
U |
V |
W |
X |
Y |
Z |
?
 
Ia |
Ib |
Ic |
Id |
Ie |
If |
Ig |
Ih |
Ii |
Ij |
Ik |
Il |
Im |
In |
Io |
Ip |
Iq |
Ir |
Is |
It |
Iu |
Iv |
Iw |
Ix |
Iy |
Iz
 
Isa |
Isb |
Isc |
Isd |
Ise |
Isf |
Isg |
Ish |
Isi |
Isj |
Isk |
Isl |
Ism |
Isn |
Iso |
Isp |
Isr |
Iss |
Ist |
Isu |
Isw |
Isy
Die Liste der Biografien führt alle Personen auf, die in der deutschsprachigen Wikipedia einen Artikel haben. Dieses ist eine Teilliste mit 295 Einträgen von Personen, deren Namen mit den Buchstaben „Ish“ beginnt.

## Ish

### Isha
- Ishag, Lissy (* 1979), deutsche FernsehmoderatorinLissy Ishag (* 1979)

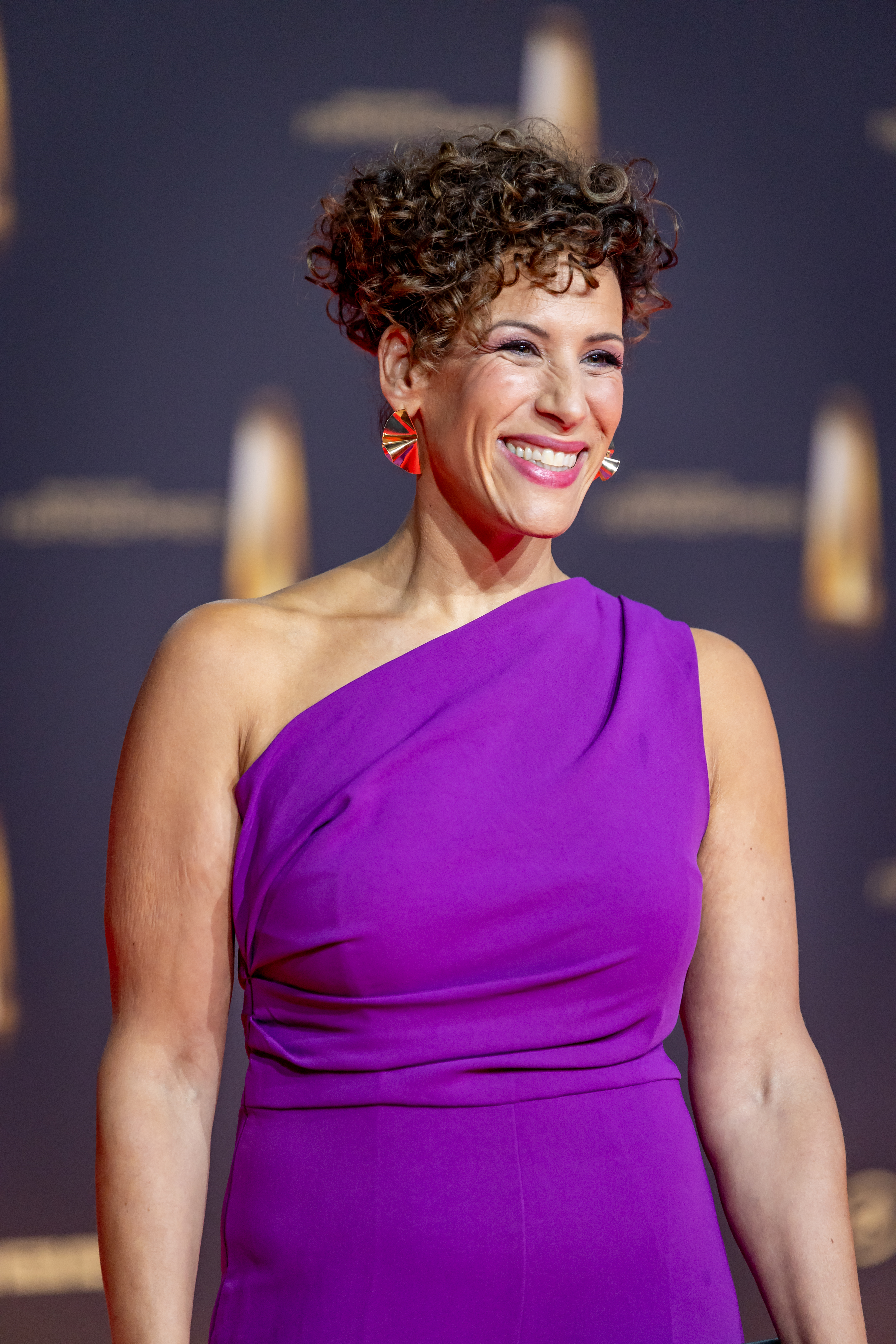
Lissy Ishag (* 1979)

- Ishaghpour, Youssef (1940–2021), iranisch-französischer Hochschullehrer, Philosoph, Filmsoziologe, Filmkritiker
- İshak Efendi, osmanischer Militäringenieur und Naturwissenschaftler
- Ishak Pascha (1444–1487), osmanischer Staatsmann, Gouverneur, General und Großwesir
- Ishak, Mikael (* 1993), schwedischer Fußballspieler syrischer Herkunft
- Ishak, Yusof bin (1910–1970), singapurischer Politiker, Staatspräsident von Singapur
- Ishak-Boushaki, Mustapha (* 1967), algerischer theoretischer Physiker und Kosmologe
- İshaki, Ayaz (1878–1954), panislamischer und pantürkischer Agitator und Journalist
- Ishaki, Meir, Großrabbiner in Konstantinopel (1762–1780)
- Ishaković, Isa-Beg († 1470), osmanisch-bosnischer General
- Isham, Christopher (* 1944), britischer Physiker
- Isham, Mamie Lincoln (1869–1938), Enkelin von Abraham Lincoln
- Isham, Mark (* 1951), US-amerikanischer Komponist für Filmmusik
- Isham, Wayne (* 1958), US-amerikanischer Regisseur
- Ishanavarman II. († 928), König von Angkor
- Isḥāq al-Andalusiyya († 883), Sklavin und Konkubine
- Ishaq al-Mausili († 850), Dichter und Musiker
- Ishaq ibn Ali († 1147), Herrscher der Almoraviden
- Ishāq ibn Hunain († 910), Übersetzer vom Griechischen ins Arabische
- Ishaq ibn Imran († 901), arabischer Arzt
- Ishaq ibn Muhammad ibn Ghaniya († 1184), Wālī von Mallorca
- Ishaq Khan, Ghulam (1915–2006), pakistanischer Politiker und Präsident (1988–1993)
- Ishaq, Jacques (1938–2023), irakischer chaldäisch-katholischer Geistlicher, Kurienbischof im Patriarchat von Babylon
- Ishaq, Maryam Yahya Ibrahim (* 1987), sudanesische römisch-katholische Christin
- Ishaq, Mohammad (* 2005), afghanischer Cricketspieler
- Ishaq, Sara, jemenitische Filmproduzentin
- Ishaque, Christine (* 1972), deutsche Basketballnationalspielerin
- Ishara, Babu Ram (1934–2012), indischer Filmregisseur und Drehbuchautor

### Ishe
- Ishema, Lorna (* 1989), ugandisch-deutsche Schauspielerin
- Isherwood, Benjamin F. (1822–1915), US-amerikanischer Eisenbahn- und Schiffbauingenieur
- Isherwood, Christopher (1904–1986), britisch-amerikanischer SchriftstellerChristopher Isherwood (1904–1986)

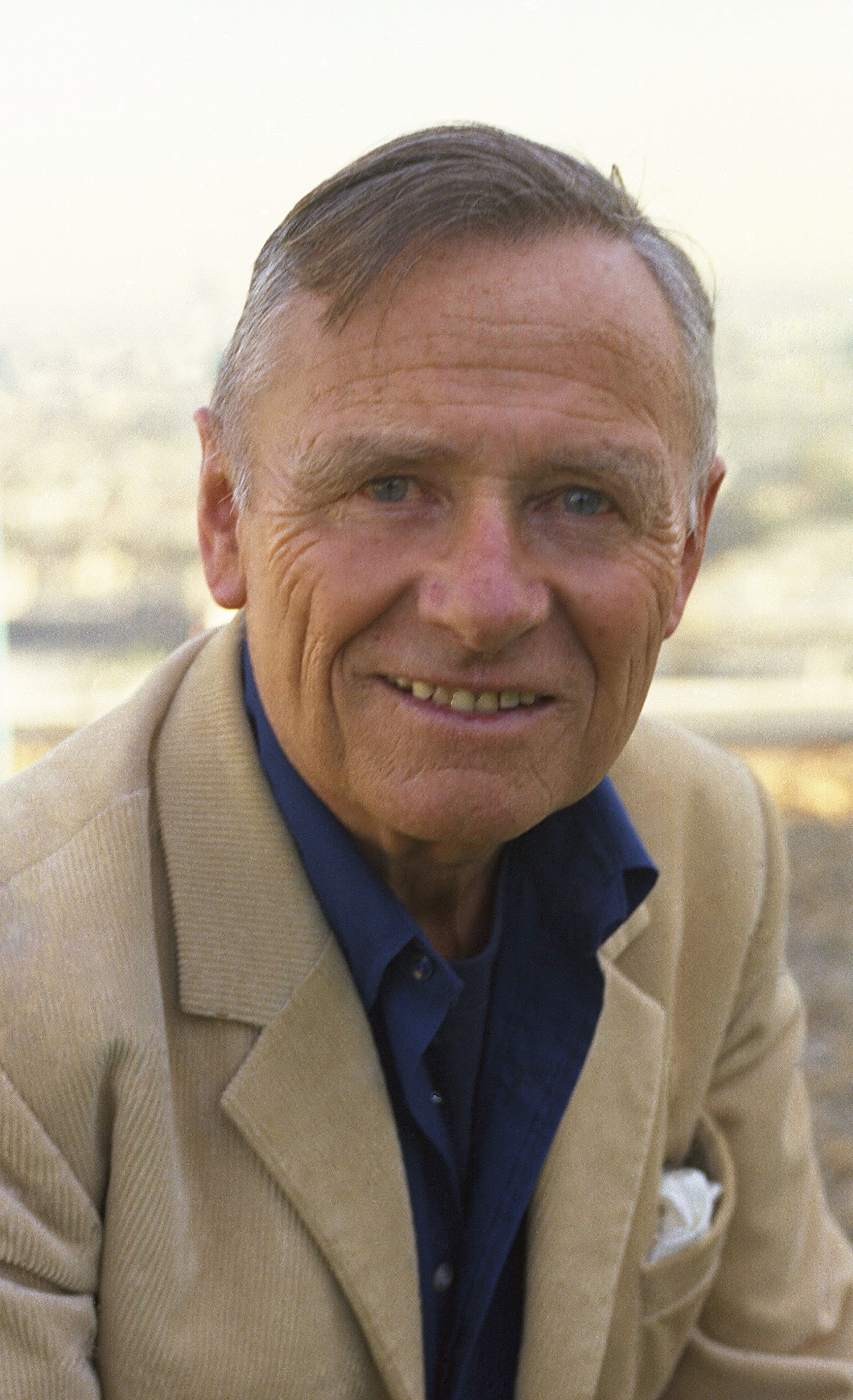
Christopher Isherwood (1904–1986)

- Isherwood, Joseph (1870–1937), britischer Schiffbauingenieur
- Isherwood, Thomas (* 1998), schwedischer Fußballspieler

### Ishi
- Ishi († 1916), Indianer, letzter Überlebender der Yahi
- Išḫi-Addu, König von Qatna

#### Ishia
- Ishiaku, Manasseh (* 1983), nigerianisch-belgischer Fußballspieler

#### Ishib
- Ishiba, Shigeru (* 1957), japanischer PolitikerShigeru Ishiba (* 1957)

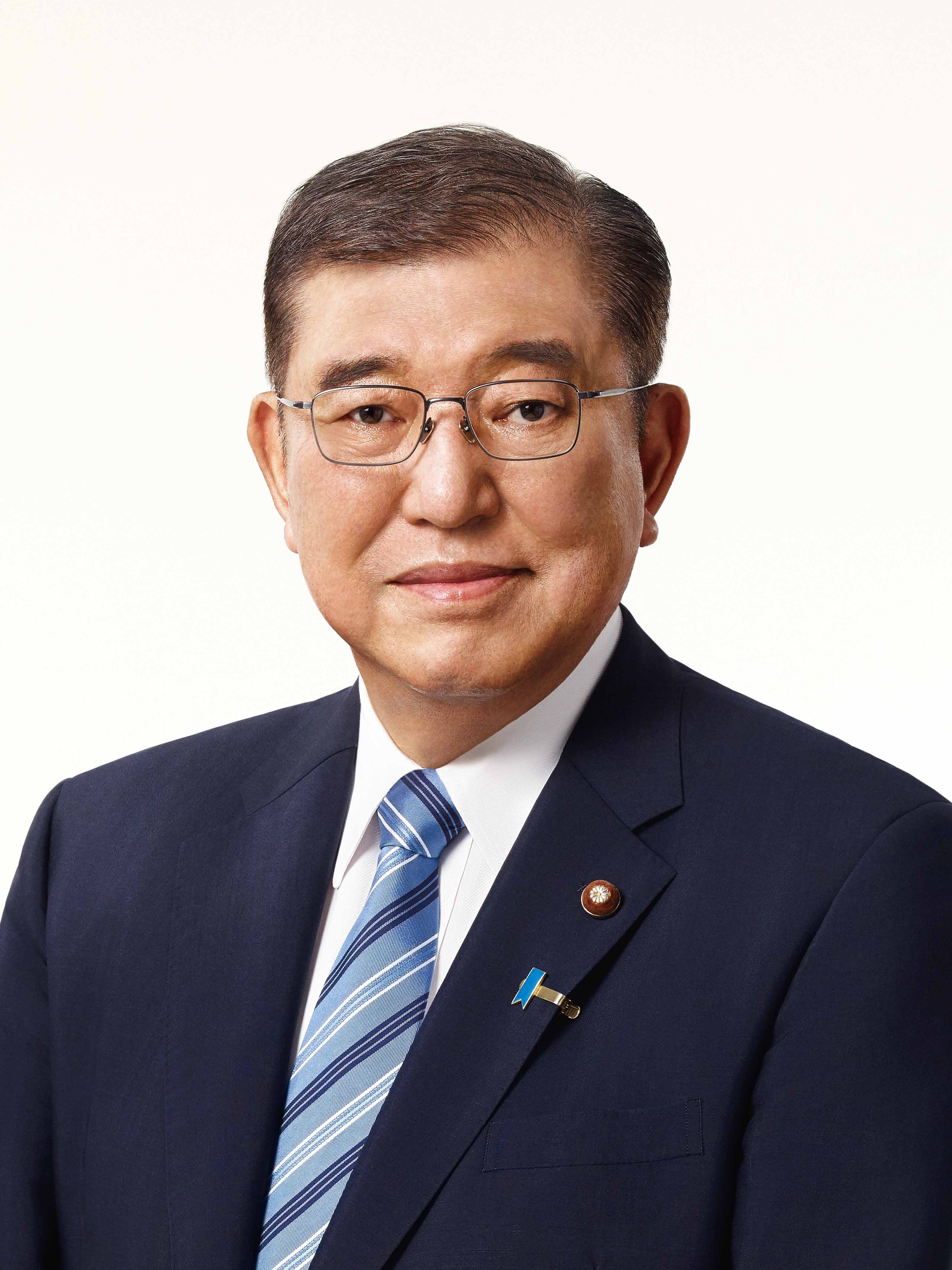
Shigeru Ishiba (* 1957)

- Ishibashi, Masashi (1924–2019), japanischer sozialistischer Politiker
- Ishibashi, Michinori (* 1952), japanischer Judoka
- Ishibashi, Naoki (* 1981), japanischer Fußballspieler
- Ishibashi, Ningetsu (1865–1926), japanischer Literaturkritiker und Schriftsteller
- Ishibashi, Noriko, japanische Fußballspielerin
- Ishibashi, Shōjirō (1889–1976), japanischer Unternehmer, Gründer der Firma Bridgestone
- Ishibashi, Tanzan (1884–1973), japanischer Premierminister
- Ishibitsu, Yōsuke (* 1983), japanischer Fußballspieler
- Ishibumi, Ichiei (* 1981), japanischer Light-Novel-Autor

#### Ishid
- Ishida, Akira (* 1967), japanischer Synchronsprecher (Seiyū)
- Ishida, Baigan (1685–1744), japanischer Gelehrter, Gründer von Shingaku
- Ishida, Eiichirō (1903–1968), japanischer Anthropologe
- Ishida, Hakyō (1913–1969), japanischer Lyriker
- Ishida, Hideyuki (* 1982), japanischer Fußballspieler
- Ishida, Hiroyuki (* 1979), japanischer Fußballspieler
- Ishida, Ira (* 1960), japanischer Schriftsteller
- Ishida, Jun’ichi (* 1954), japanischer Schauspieler
- Ishida, Junko, japanische Fußballspielerin
- Ishida, Kiyomi (* 1968), japanische Tischtennisspielerin
- Ishida, Kōshirō (1930–2006), japanischer Politiker
- Ishida, Kōta (* 1997), japanischer Fußballspieler
- Ishida, Masako (* 1980), japanische Skilangläuferin
- Ishida, Masato (* 1983), japanischer Fußballspieler
- Ishida, Masatoshi (* 1952), japanischer Politiker
- Ishida, Masatoshi (* 1995), japanischer Fußballspieler
- Ishida, Mitoku († 1669), japanischer Kyōka- und Haiku-Dichter
- Ishida, Mitsunari (1560–1600), japanischer Heerführer und DaimyōIshida Mitsunari (1560–1600)

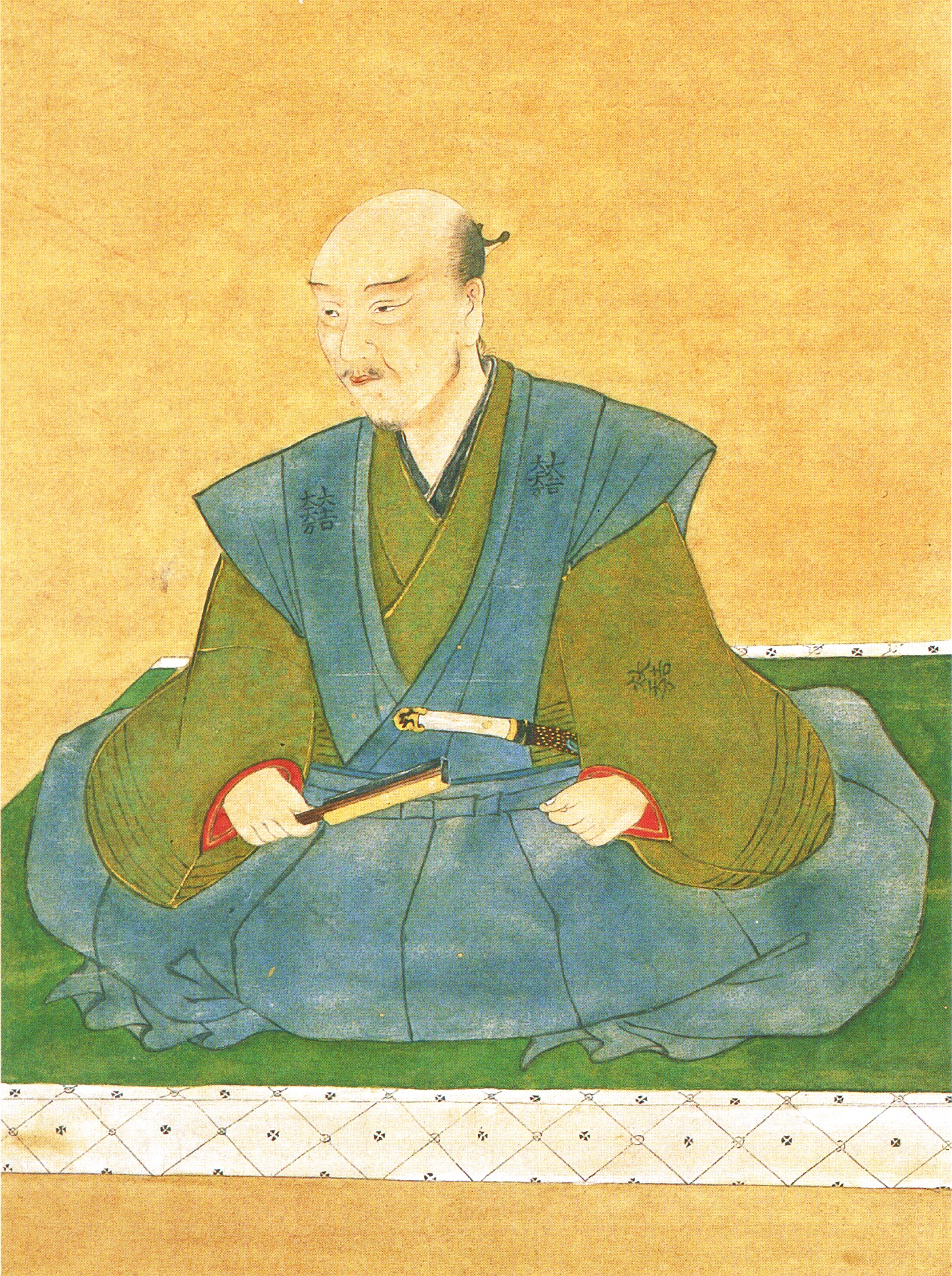
Ishida Mitsunari (1560–1600)

- Ishida, Nicole (* 1990), japanische Schauspielerin und Model
- Ishida, Reisuke (1886–1978), japanischer Manager
- Ishida, Riku (* 2000), japanischer Eishockeyspieler
- Ishida, Ryōma (* 1996), japanischer Fußballspieler
- Ishida, Ryōtarō (* 2001), japanischer Fußballspieler
- Ishida, Taizō (1888–1979), japanischer Unternehmer
- Ishida, Tanrō (* 1987), japanischer Schauspieler
- Ishida, Tetsuya (1973–2005), japanischer Maler
- Ishida, Yōko (* 1973), japanische Sängerin
- Ishida, Yūki (* 1980), japanischer Fußballspieler
- Ishida, Yūsuke (* 2002), japanischer Fußballspieler
- Ishidate, Yasuki (* 1984), japanischer Fußballspieler
- Ishidō, Kazuto (* 1982), japanischer Fußballspieler
- Ishidō, Keita (* 1992), japanischer Fußballspieler

#### Ishie
- Ishiepai, Benson (* 1936), ugandischer Hürdenläufer

#### Ishig
- Ishigaki, Ayako (1903–1996), japanische Schriftstellerin und Feministin
- Ishigaki, Eitarō (1893–1958), japanischer Maler
- Ishigaki, Rin (1920–2004), japanische Dichterin
- Ishigaki, Sumiko (* 1985), japanische Skilangläuferin
- Ishigaki, Yuka (* 1989), japanische Tischtennisspielerin
- Ishigame, Akira (* 1985), japanischer Fußballspieler
- Ishigami, Jun’ya (* 1974), japanischer Architekt
- Ishigami, Kōsei (* 1990), japanischer Fußballspieler
- Ishigami, Naoya (* 1985), japanischer Fußballspieler
- Ishigami, Peter Baptist Tadamarō (1920–2014), japanischer Geistlicher, römisch-katholischer Bischof von Naha
- Ishigami, Shōma (* 2002), japanischer Fußballspieler
- Ishigami, Yoshinori (* 1957), japanischer Fußballspieler
- Ishigamori, Sōma (* 2001), japanischer Fußballspieler
- Ishige, Hideki (* 1994), japanischer Fußballspieler
- Ishiguro, Hiroshi (* 1963), japanischer Robotiker
- Ishiguro, Kazuo (* 1954), britischer Schriftsteller japanischer HerkunftKazuo Ishiguro (* 1954)

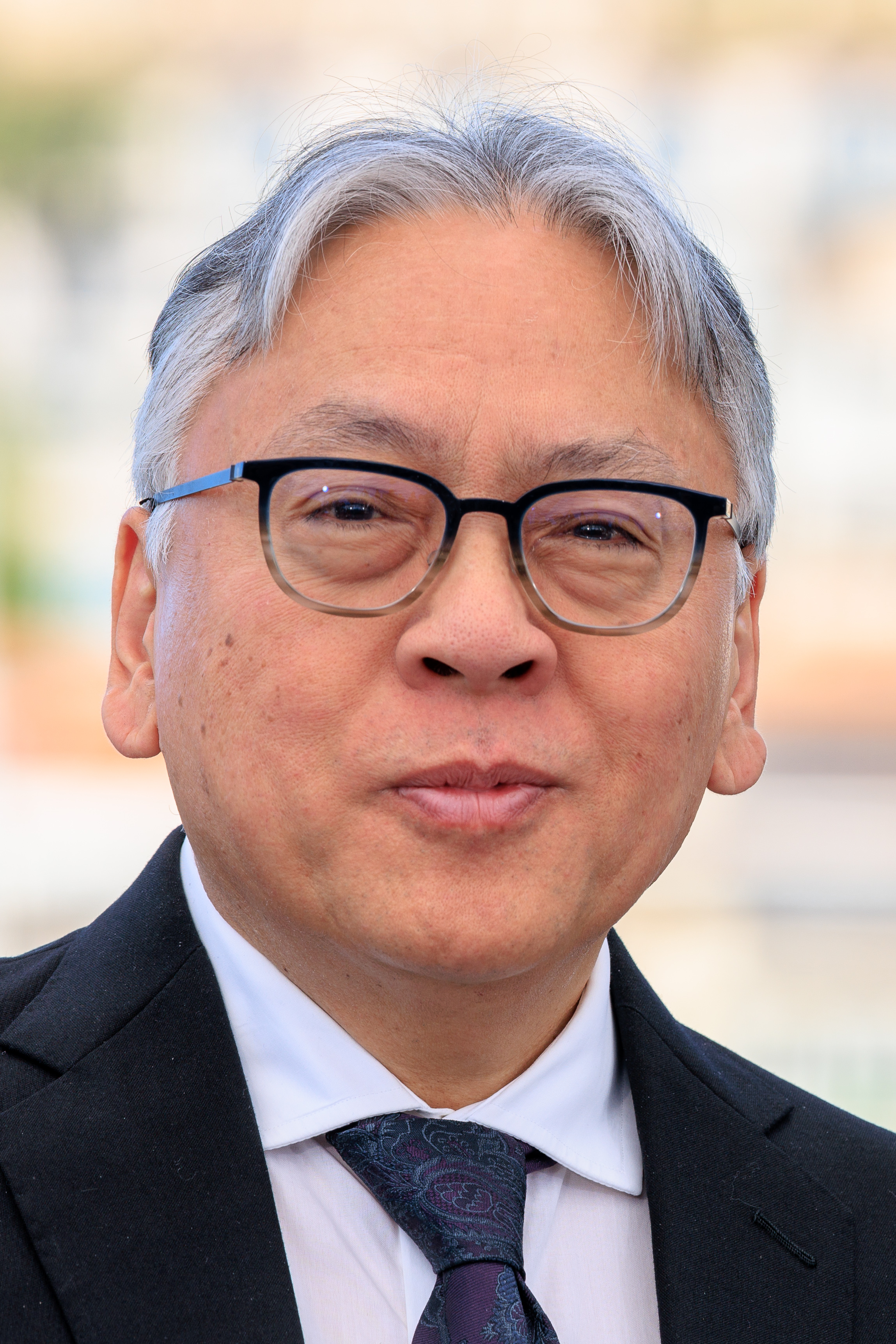
Kazuo Ishiguro (* 1954)

- Ishiguro, Munemaro (1893–1968), japanischer Töpfer
- Ishiguro, Noboru (1932–2021), japanischer Geher
- Ishiguro, Tadaatsu (1884–1960), japanischer Politiker
- Ishiguro, Tadanori (1845–1941), japanischer Mediziner
- Ishiguro, Tomohisa (* 1981), japanischer Fußballspieler

#### Ishih
- Ishihara, Daisuke (* 1971), japanischer Fußballspieler
- Ishihara, Hirokazu (* 1999), japanischer Fußballspieler
- Ishihara, Hirotaka (* 1964), japanischer Politiker
- Ishihara, Jun (1881–1947), japanischer Physiker
- Ishihara, Katsuya (* 1978), japanischer Fußballspieler
- Ishihara, Ken (1882–1976), japanischer Historiker
- Ishihara, Kenji (* 1934), japanischer Geotechnik-Ingenieur
- Ishihara, Naoki (* 1984), japanischer Fußballspieler
- Ishihara, Nobuteru (* 1957), japanischer Politiker
- Ishihara, Ren (* 2001), japanischer Fußballspieler
- Ishihara, Shinobu (1879–1963), japanischer Augenheilkundler
- Ishihara, Shintarō (1932–2022), japanischer Schriftsteller und PolitikerShintarō Ishihara (1932–2022)

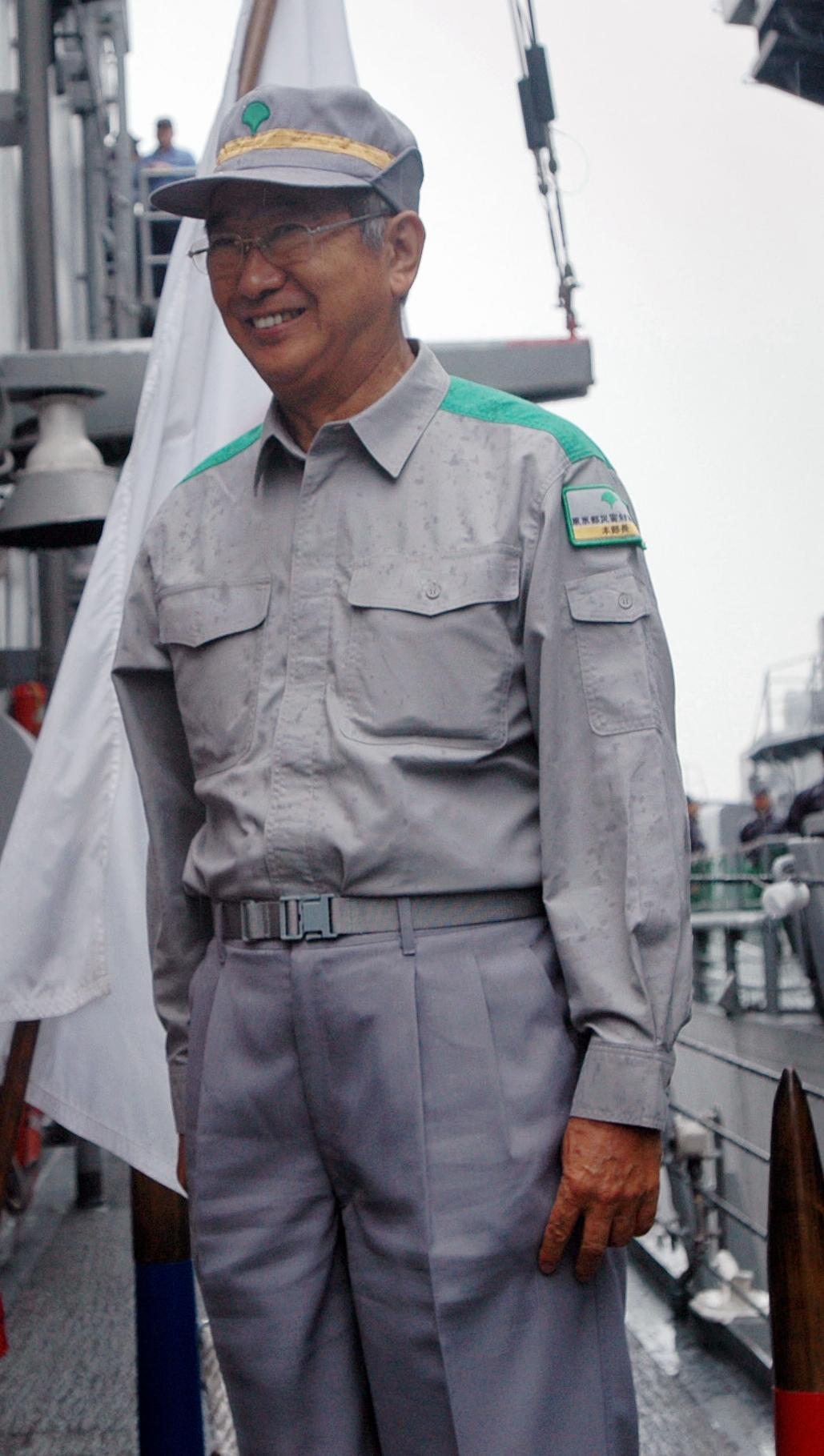
Shintarō Ishihara (1932–2022)

- Ishihara, Shōzō (1910–1993), japanischer Eisschnellläufer
- Ishihara, Tadaoki (* 1940), japanischer Komponist und Professor
- Ishihara, Takashi (1912–2003), japanischer Unternehmer, Präsident von Nissan
- Ishihara, Takayoshi (* 1992), japanischer Fußballspieler
- Ishihara, Taku (* 1988), japanischer Fußballspieler
- Ishihara, Tatsuki (* 2001), japanischer Judoka
- Ishihara, Tatsuya (* 1966), japanischer Filmregisseur
- Ishihara, Toshimichi, japanischer Badmintonspieler
- Ishihara, Yoshirō (1915–1977), japanischer Dichter
- Ishihara, Yūjirō (1934–1987), japanischer Filmschauspieler und Sänger
- Ishihata, Tadao (* 1941), japanischer Eisschnellläufer

#### Ishii
- Ishii, Baku (1886–1962), japanischer Tänzer und Choreograph
- Ishii, Chiaki (* 1941), brasilianischer Judoka
- Ishii, Gakuryū (* 1957), japanischer Filmregisseur
- Ishii, Hajime (* 1959), japanischer Fußballspieler
- Ishii, Hakutei (1882–1958), japanischer Maler und Grafiker
- Ishii, Hayata (* 2001), japanischer Fußballspieler
- Ishii, Hidenori (* 1985), japanischer Fußballspieler
- Ishii, Hiroo (* 1964), japanischer Politiker und Baseballspieler
- Ishii, Hiroshi (* 1956), japanischer Informatiker
- Ishii, Hisatsugu (* 2005), japanischer Fußballspieler
- Ishii, Hitoshi (* 1947), japanischer Mathematiker
- Ishii, Kaisei (* 2000), japanischer Fußballspieler
- Ishii, Kan (1921–2009), japanischer Komponist
- Ishii, Keiichi (* 1958), japanischer Politiker
- Ishii, Keita (* 1995), japanischer Fußballspieler
- Ishii, Ken (* 1970), japanischer Techno-DJ und -Produzent
- Ishii, Kengo (* 1986), japanischer Fußballspieler
- Ishii, Kenta (* 1987), japanischer Fußballspieler
- Ishii, Kikujirō (1866–1945), japanischer Diplomat und Politiker, Außenminister von Japan (1915–1916)
- Ishii, Kōki (1940–2002), japanischer Politiker
- Ishii, Kōki (* 1954), japanischer Boxer
- Ishii, Kōki (* 1995), japanischer Fußballspieler
- Ishii, Kuniko, japanische Schauspielerin
- Ishii, Maki (1936–2003), japanischer Komponist
- Ishii, Masahiro (* 1945), japanischer Politiker
- Ishii, Masatada (* 1967), japanischer Fußballspieler und -trainer
- Ishii, Midori (* 1949), japanische Politikerin
- Ishii, Miki (* 1989), japanische Beachvolleyball- und Volleyballspielerin
- Ishii, Mitsujirō (1889–1981), japanischer Journalist und Politiker
- Ishii, Motoko (* 1938), japanische Lichtkünstlerin
- Ishii, Ryō (* 1993), japanischer Fußballspieler
- Ishii, Ryō (* 2000), japanischer Fußballspieler
- Ishii, Ryōsuke (1907–1993), japanischer Rechtshistoriker
- Ishii, Satoshi (* 1986), japanischer Judoka
- Ishii, Sayaka (* 2005), japanische Tennisspielerin
- Ishii, Shigemi (* 1951), japanischer Fußballspieler
- Ishii, Shigeo (1933–1962), japanischer Maler
- Ishii, Shihoko (* 1950), japanische Mathematikerin und Hochschullehrerin
- Ishii, Shirō (1892–1959), japanischer MedizinerIshii Shirō (1892–1959)

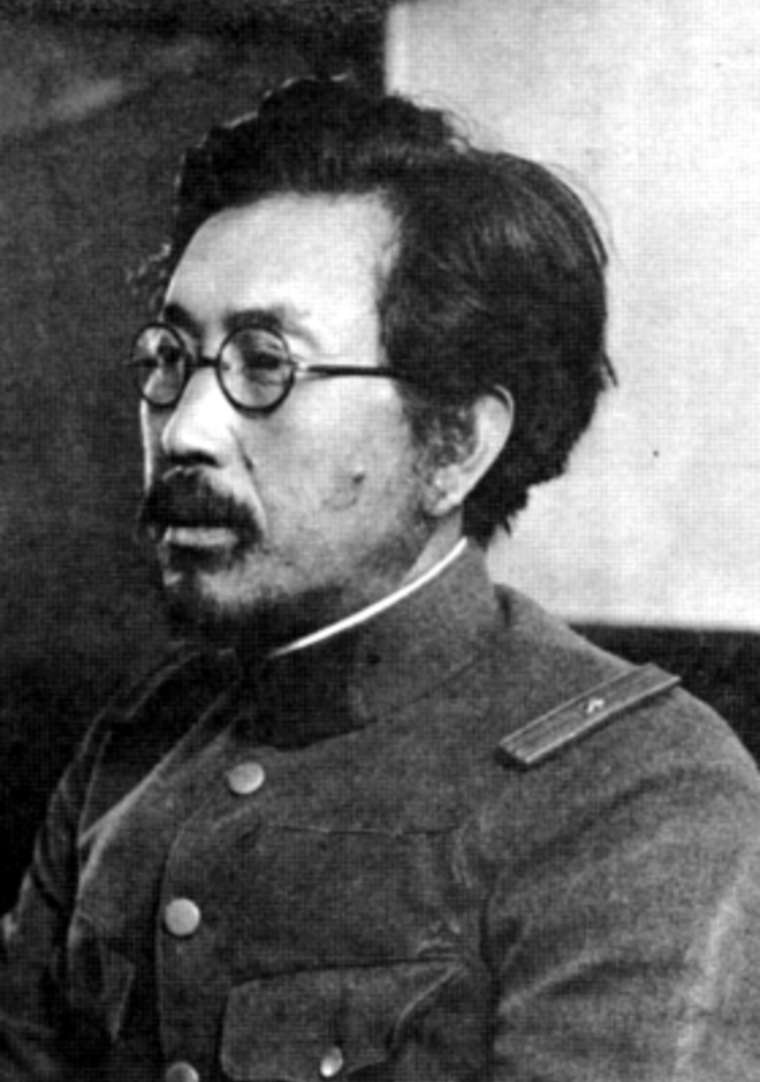
Ishii Shirō (1892–1959)

- Ishii, Shōhachi (1926–1980), japanischer Ringer
- Ishii, Sōjirō (* 1970), japanischer Fußballspieler
- Ishii, Takakazu (* 1945), japanischer Politiker
- Ishii, Takashi (1946–2022), japanischer Regisseur und Drehbuchautor
- Ishii, Takashi (* 1954), japanischer Mittelstreckenläufer
- Ishii, Teiko (1848–1897), japanischer Maler und Holzschnittkünstler
- Ishii, Toshiya (* 1978), japanischer Fußballspieler
- Ishii, Tsuruzō (1887–1973), japanischer Maler
- Ishii, Yoshinobu (1939–2018), japanischer Fußballspieler und -trainer
- Ishii, Yūkichi (* 2002), japanischer Mittelstreckenläufer
- Ishii, Yūsuke (* 1991), japanischer Fußballspieler

#### Ishik
- Ishikawa, Akira (1931–2015), japanischer Jurist und Hochschullehrer
- Ishikawa, Akira (1934–2002), japanischer Jazzmusiker
- Ishikawa, Chiaki (* 1969), japanische Sängerin und Komponistin
- Ishikawa, Chiyomatsu (1860–1935), japanischer Zoologe
- Ishikawa, Daichi (* 1996), japanischer Fußballspieler
- Ishikawa, Emerick (1920–2006), US-amerikanischer Gewichtheber
- Ishikawa, Goemon († 1594), japanischer RäuberIshikawa Goemon († 1594)

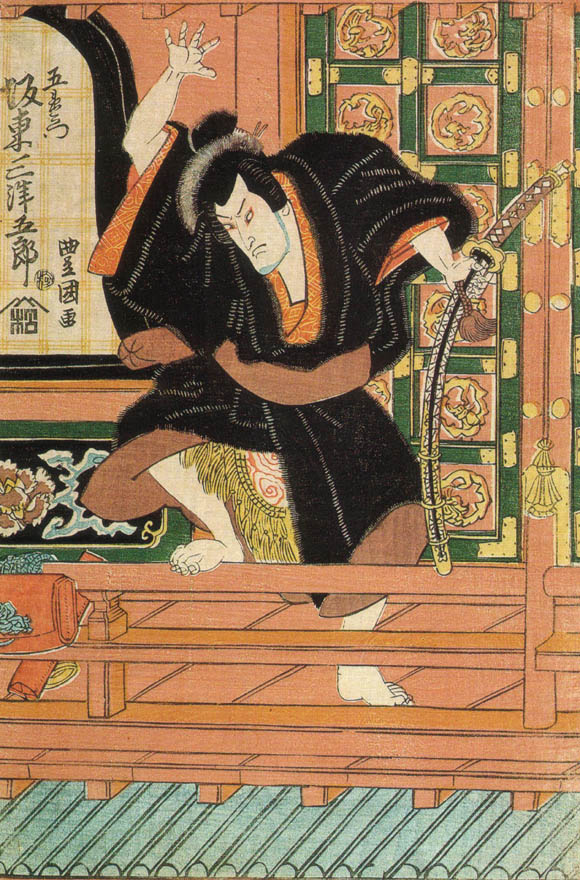
Ishikawa Goemon († 1594)

- Ishikawa, Haruna (* 1994), japanische Skirennläuferin
- Ishikawa, Hiromasa (* 2002), japanischer Fußballspieler
- Ishikawa, Hironori (* 1988), japanischer Fußballspieler
- Ishikawa, Hiroto (* 1998), japanischer Fußballspieler
- Ishikawa, Ichirō (1885–1970), japanischer Manager und Wirtschaftsfachmann
- Ishikawa, Jōzan (1583–1672), japanischer Konfuzius-Gelehrter und Autor
- Ishikawa, Jun (1899–1987), japanischer Schriftsteller
- Ishikawa, Kaoru (1915–1989), japanischer Chemiker, entwickelte Ishikawa-Diagramm
- Ishikawa, Kasumi (* 1993), japanische Tischtennisspielerin
- Ishikawa, Kayoko, japanische Animatorin und Charakterdesignerin
- Ishikawa, Kazuyoshi (* 1982), japanischer Dreispringer
- Ishikawa, Kei (* 1992), japanischer Fußballspieler
- Ishikawa, Ken (1948–2006), japanischer Manga-Zeichner
- Ishikawa, Ken (* 1970), japanischer Fußballspieler
- Ishikawa, Kentarō (* 1970), japanischer Fußballspieler
- Ishikawa, Kin’ichirō (1871–1945), japanischer Maler
- Ishikawa, Kō (* 1970), japanischer Fußballspieler
- Ishikawa, Masahiro (* 1990), japanischer Fußballspieler
- Ishikawa, Masamochi (1754–1830), japanischer Verfasser von „Kyōka“ (狂歌) – also humoristischen, satirischen Kurzgedichten, Verfasser von Unterhaltungsliteratur und Kokugaku-Gelehrter
- Ishikawa, Masayuki (* 1974), japanischer Mangaka
- Ishikawa, Miki (* 1991), US-amerikanische Schauspielerin
- Ishikawa, Miyuki (* 1897), japanische Serienmörderin
- Ishikawa, Motoaki (* 1967), japanischer Arzt und Autorennfahrer
- Ishikawa, Naohiro (* 1981), japanischer Fußballspieler
- Ishikawa, Naoki (* 1985), japanischer Fußballspieler
- Ishikawa, Naoto (* 1989), japanischer Fußballspieler
- Ishikawa, Rion (* 2003), japanische Fußballspielerin
- Ishikawa, Ryō (* 1991), japanischer Golfer
- Ishikawa, Ryosuke (* 1931), japanischer Entomologe
- Ishikawa, Sanshirō (1876–1956), japanischer Sozialist und Anarchist
- Ishikawa, Sayuri (* 1958), japanische Sängerin und SchauspielerinSayuri Ishikawa (* 1958)

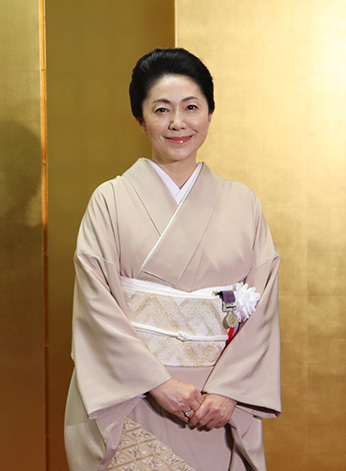
Sayuri Ishikawa (* 1958)

- Ishikawa, Shigehiko (1909–1994), japanischer Maler im Yōga-Stil
- Ishikawa, Shuhei (* 1995), japanischer Hürdenläufer
- Ishikawa, Tadao (1922–2007), japanischer Jurist
- Ishikawa, Tairō (1762–1818), japanischer Maler
- Ishikawa, Takeyoshi (1887–1961), japanischer Herausgeber
- Ishikawa, Takuboku (1886–1912), japanischer Dichter und Literaturkritiker der Meiji-Zeit

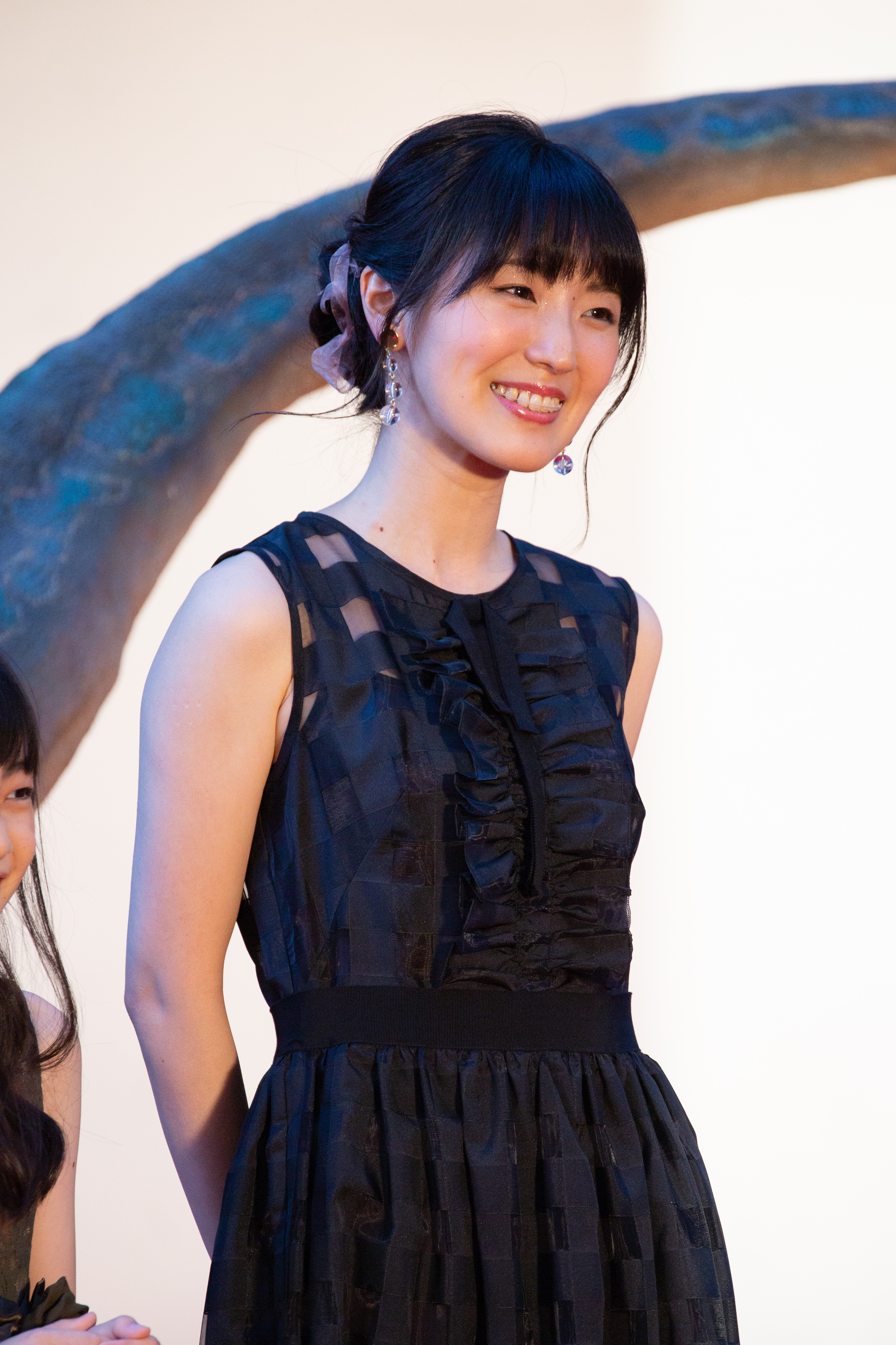
Yui Ishikawa (* 1989)

- Ishikawa, Tatsuya (* 1979), japanischer Fußballspieler
- Ishikawa, Tatsuzō (1905–1985), japanischer Schriftsteller
- Ishikawa, Tomohiro (* 1973), japanischer Politiker
- Ishikawa, Toraji (1875–1964), japanischer Maler
- Ishikawa, Toshiki (* 1991), japanischer Fußballspieler
- Ishikawa, Toyonobu (1711–1785), japanischer Ukiyo-e-Künstler
- Ishikawa, Yoshinobu (* 1940), japanischer Politiker
- Ishikawa, Yui (* 1989), japanische Synchronsprecherin (Seiyū)Yui Ishikawa (* 1989)
- Ishikawa, Yūji (* 1979), japanischer Fußballspieler
- Ishikura, Saburō (* 1946), japanischer Schauspieler

#### Ishim
- Ishimaru, Akira (* 1928), japanisch-amerikanischer Elektroingenieur
- Ishimaru, Kiyotaka (* 1973), japanischer Fußballspieler
- Ishimatsu, Guts (* 1949), japanischer Boxer
- Ishimatsu, Hajime, japanischer Jazzmusiker
- Ishimatsu, Haley (* 1992), US-amerikanische Wasserspringerin
- Ishimine, Satoko (* 1975), japanische Singer-Songwriterin
- Ishimoto, Eito (* 2002), japanischer Fußballspieler
- Ishimoto, Shinroku (1854–1912), General der kaiserlich japanischen Armee und japanischer Heeresminister
- Ishimoto, Takashi (1935–2009), japanischer Schwimmer
- Ishimoto, Takeharu (* 1970), japanischer Komponist und Musiker
- Ishimoto, Yasuhiro (1921–2012), US-amerikanisch-japanischer Fotograf
- Ishimoto, Yukari (* 1962), japanische Dirigentin
- Ishimure, Michiko (1927–2018), japanische Autorin
- Ishimwe, Jean Claude, ruandischer Fußballschiedsrichter

#### Ishin
- Ishin, Sūden (1569–1633), japanischer
- Ishino, Eriko (* 1985), japanische Eisschnellläuferin
- Ishino, Mami (* 1983), japanische Hürdenläuferin
- Ishino, Shūta (* 1990), japanischer Fußballspieler
- Ishino, Takkyu (* 1967), japanischer Technoproduzent und DJ
- Ishinomori, Shōtarō (1938–1998), japanischer Manga-Zeichner

#### Ishio
- Ishio, Rikuto (* 2001), japanischer Fußballspieler
- Ishio, Ryōga (* 2000), japanischer Fußballspieler
- Ishioka, Bin (* 1984), japanischer Eishockeyspieler
- Ishioka, Eiko (1938–2012), japanische Designerin und Kostümbildnerin

#### Ishis
- Ishisaka, Genki (* 1993), japanischer Fußballspieler

#### Ishit
- Ishitani, Goichi (* 1979), japanischer Fußballspieler
- Ishitile, Lahja (* 1997), namibische Läuferin und paralympische Athletin
- Ishitsuka, Yūsuke (* 1987), japanischer Sprinter

#### Ishiu
- Ishiuchi, Miyako (* 1947), japanische Fotografin
- Ishiura, Hiroaki (* 1981), japanischer Automobilrennfahrer
- Ishiura, Taiga (* 2001), japanischer Fußballspieler

#### Ishiw
- Ishiwa, Masato (* 1996), japanischer Fußballspieler
- Ishiwara, Kanji (1889–1949), General der kaiserlich japanischen Armee
- Ishiwata, Asahi (* 1996), japanischer Fußballspieler
- Ishiwata, Sōtarō (1891–1950), japanischer Politiker und Finanzfachmann
- Ishiwatari, Akihiro (* 1958), japanischer Jazz- und Rockmusiker (Gitarre)
- Ishiwatari, Daisuke (* 1973), japanischer Videospieleentwickler, Musiker und Illustrator
- Ishiwatari, Nelson (* 2005), japanischer Fußballspieler

#### Ishiy
- Ishiyama, Aozora (* 2006), japanischer Fußballspieler
- Ishiyama, John T. (* 1960), US-amerikanischer Politikwissenschaftler und Hochschullehrer

#### Ishiz
- Ishizaka, Danjulo (* 1979), deutscher Cellist und Professor
- Ishizaka, Kimishige (1925–2018), japanischer Immunologe
- Ishizaka, Taizō (1886–1975), japanischer Geschäftsmann und Bankier
- Ishizaka, Teruko (1926–2019), japanische Immunologin
- Ishizaka, Yōjirō (1900–1986), japanischer Schriftsteller
- Ishizaka, Yukiko (* 1968), japanische Beachvolleyballspielerin
- Ishizaki, Kotomi (* 1979), japanische Curlerin
- Ishizaki, Kōyō (1884–1947), japanischer Maler
- Ishizaki, Nobuhiro (* 1958), japanischer Fußballspieler
- Ishizaki, Stefan (* 1982), schwedischer Fußballspieler
- Ishizawa, Mai (* 1980), japanische Schriftstellerin
- Ishizawa, Noriaki (* 1985), japanischer Fußballspieler
- Ishizawa, Shiho (* 1986), japanische Eisschnellläuferin
- Ishizawa, Yukari (* 1988), japanische Leichtathletin
- Ishizu, Daisuke (* 1990), japanischer Fußballspieler
- Ishizu, Mitsue (* 1914), japanische Diskus- und Speerwerferin
- Ishizu, Sachie (* 1992), japanische Tennisspielerin
- Ishizue, Kachiru, Mangaka und Illustratorin
- Ishizue, Ryūji (* 1964), japanischer Fußballspieler
- Ishizuka, Keiji (* 1974), japanischer Fußballspieler
- Ishizuka, Tatsumaro (1764–1823), japanischer Historiker
- Ishizuka, Tomoji (1906–1986), japanischer Haiku-Dichter und Schriftsteller

### Ishm
- Ishmael, Kemal (* 1991), US-amerikanischer American-Football-Spieler
- Ishmetov, Timur (* 1979), usbekischer Finanzier und Politiker

### Isho
- IShowSpeed (* 2005), US-amerikanischer YouTuberIShowSpeed (* 2005)

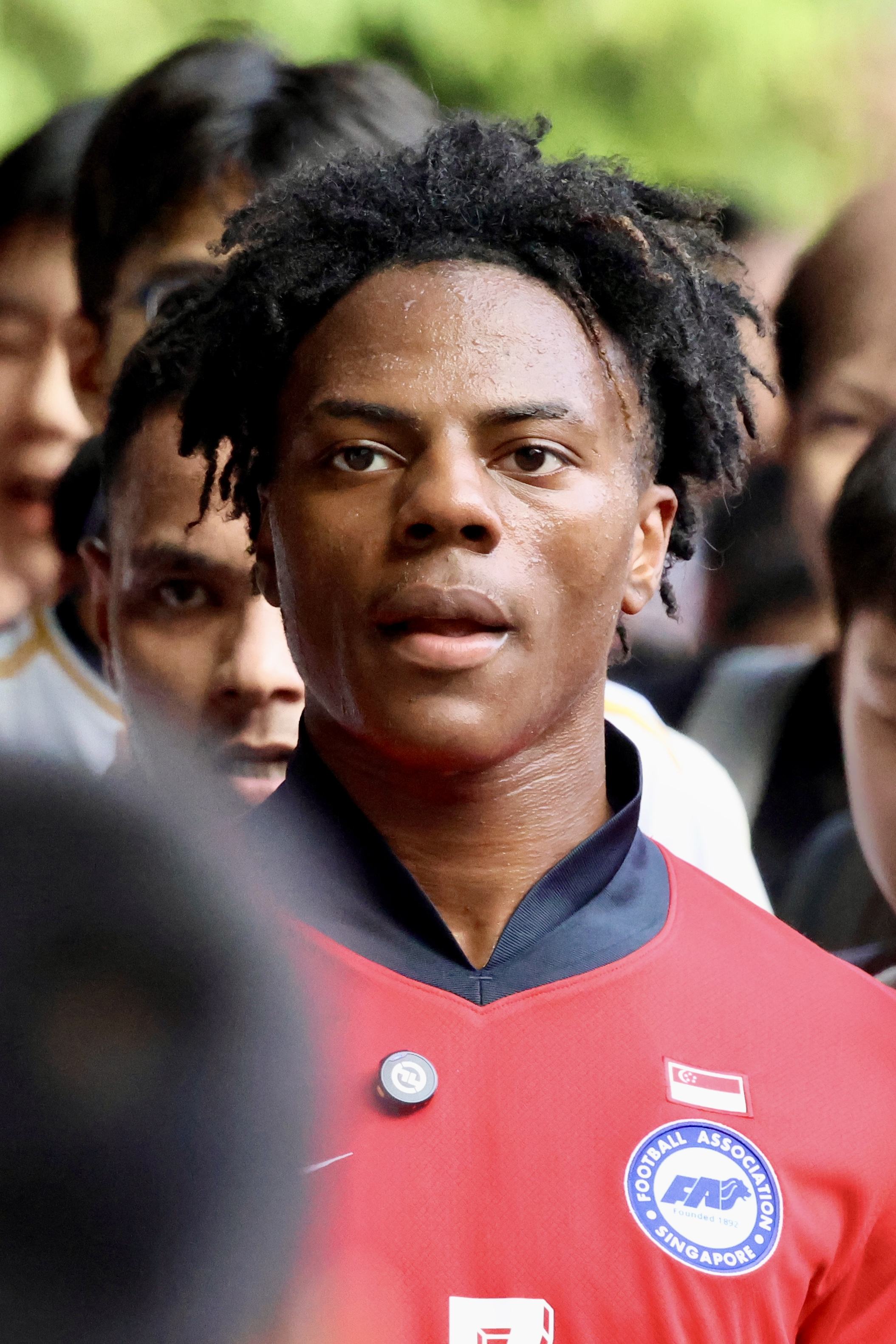
IShowSpeed (* 2005)

- Ishøy, Ole (1934–1985), dänischer Schauspieler

### Ishr
- Ishraq, Raimi (* 2003), singapurischer Fußballspieler

### Isht
- Ishtar (* 1968), israelische Sängerin